# 马山国家级自然保护区
马山国家级自然保护区位于中国山东省青岛市即墨区境内，于1994年经国务院批准为国家级自然保护区，2002年山东省人民政府批准为山东省级地质公园。总面积7.7425平方公里。

## 生物资源

### 植被
马山的植被大致可分为林木植被、灌丛植被、草甸植被和作物植被四种类型。
林木
马山的林木以针叶树种与阔叶树种为主，面积达1800亩。马山北坡林地面积1400亩，以黑松、刺槐、侧柏混交林为主；南坡、东坡、西坡及山凹处有阔叶林木和苹果园分布。
灌木
马山的灌木丛多分布在山脚四周及山凹处，多以绵槐、竹子、酸枣、山葡萄、荆条等为主，亦与草本植物混生，形成草灌丛。
草甸
马山的草甸植物主要分布在山顶和土壤贫瘠处，主要为以山草为主的禾科、菊科、豆科和莎草科，种类有小蓟、马鞭草、牛蒡子、石花、仙鹤草、白蒺藜、半夏、地骨皮、百合、苍耳子、茜草、洋金花、柴胡、野菊花、透骨草、瞿麦、枸杞等。
农作物
马山的作物植被与半岛地区相同，以小麦、玉米、花生等为主。